# Дорфулија
Дорфулија (мкд. Дорфулија) је насеље у Северној Македонији, у средишњем делу државе. Дорфулија је село у саставу општине Лозово.

## Географија
Дорфулија је смештена у средишњем делу Северне Македоније. Од најближег града, Велеса, насеље је удаљено 18 km источно.
Насеље Дорфулија се налази у југозападном делу историјске области Овче поље. Оно је смештено у равничарском пределу, који је добро обрађен. Надморска висина насеља је приближно 280 метара.
Месна клима је блажи облик континенталне због близине Егејског мора (жарка лета).

## Становништво
Дорфулија је према последњем попису из 2002. године имала 756 становника.
Већинско становништво су етнички Македонци (75%), а мањине су Турци (16%), Цинцари (6%) и Срби (2%). До почетка 20. века искључиво становништво у селу били су Турци.
Претежна вероисповест месног становништва је православље, а мањинска ислам.